# Еру Ілуватар
Еру Ілуватар — верховна істота і бог-творець у книгах англійського письменника Дж. Р. Р. Толкіна, присвячених Середзем'ю. Він з'являється в «Сильмариліоні» як творець усього сущого. У вигаданій Толкіном ельфійській мові Квенья, Еру означає «єдиний», або «той, хто сам один» і Ілуватар означає «батько всіх». Обидва імені з'являються в книзі поодиноко і в парі (Еру Ілуватар).

## Еру-Творець
Еру являє собою вищу істоту, Бога. Еру трансцендентний та існує повністю за межами світу. Він першим створив групу істот, яких ельфи назвали Айнурами, і ці святі духи були співучасниками створення Всесвіту за допомогою святої музики і співів, які були названі «Музика айнурів», або Айнуліанде ельфійською.
Еру сам може створити життя чи реальність, задавши силу, звану Пломенем Незнищенним. Не всі істоти створені безпосередньо Еру, (наприклад, гноми, енти, Орли). Але всі створіння мають бути прийняті Еру, щоб отримати власну волю і не бути просто маріонетками свого творця. Мелкор хотів сам мати владу над Пломенем Незнищенним і довго шукав спосіб створити щось живе, та дарма, він міг тільки спотворювати те, що вже мало волю і життя.
Еру створив окремо ельфів і людей. Саме тому в книзі «Сильмаріліон» обидві раси також називають Дітьми Ілуватара. Гноми були створені валаром Ауле, а власну волю їм надав Еру. Тварини і рослини були виліплені Яванною під час Музики айнурів вже після тем, які задав сам Еру. Орли Манве були створені з думок Манве і Яванни. Яванна також створила Ентів, яким Еру дав власну волю. Мелкор прищепив деяку подобу вільної волі, знущаючись з творінь Еру, створивши орків і тролів.

## Пряме втручання Еру
В Першу Епоху, Еру створив і пробудив ельфів, а пізніше також людей. В Другу Епоху, Еру ув'язнив у Печерах Забуття короля Ар-Фаразона і його армію, коли вони висадилися в священних землях Аману, прагнучи заволодіти секретом безсмертя. Він примусив Землю прийняти круглу форму, потопив острівну державу Нуменор, і звелів щоб Безсмертні Землі Аману опинилися «за межами сфери землі». Коли Ґендальф помер у боротьбі з Балрогом в книзі Хранителі Персня , воскресити його було не під силу валарам, Еру сам втрутився, щоб воскресити Ґендальфа.

## Розвиток персонажа
У більш ранніх версіях легендаріума ім'я Ілуватар означало «Батько назавжди» (в «Книзі втрачених переказів», опублікованій в перших двох томах «Історії Середзем'я»), а потім «Небо-батько», але ця етимологія була відкинута на користь нового сенсу в пізніших версіях. Ілуватар також єдине ім'я Бога, що використовується в більш ранніх версіях — ім'я Еру вперше з'явився в «Літописі Амана», опублікованому в «Персні Морґота», десятої частини «Історії Середзем'я».